# Maček Muri
Maček Muri je slovenska ponarodela pravljica, ki jo je leta 1975 napisal Kajetan Kovič z ilustracijami Jelke Reichman. Ob 40-letnici izida je bila knjiga ponatisnjena v več kot 150 tisoč izvodih.

## Etimologija
Teza, da je bil Maček Muri poimenovan po eni izmed Kovičevih mačk, je napačna, saj Kovičeva mačka Monika ni imela črno obarvanih potomcev. Prav tako se ni zgledoval po delu E. T. A. Hoffmanna, kjer je maček značajsko drugačen. Maček Muri je ime dobil po svoji črni barvi; slovenščina je v 19. stoletju poznala pridevnik 'mur', ki pomeni 'črn'. Etimološko podobna sta tudi zoonim 'muren' in priimek 'Murko'.

## O knjigi
Je pravljica o črnem mačku iz Mačjega mesta, o njegovi prijateljici Muci Maci, o mačjem razbojniku Čombeju in drugih mačkah iz Mačjega mesta. Avtor je v kratki zgodbi prikazal ozračje mačjega sveta. Slikanica obsega šestindvajset strani, na katerih se izmenjujejo pesmi in pripovedni deli.
Kajetan Kovič je o Muriju napisal tudi radijsko igro, glasbeno in baletno pa so ga leta 1984 uprizorili in posneli za televizijo. Pesmi je uglasbil Jerko Novak, zapela jih je Neca Falk.
Knjiga je prevedena v hrvaški, srbski, nemški in italijanski jezik. Izšla je v šestnajstih ponatisih (prvič je izšla leta 1984; zadnji ponatis leta 2007).
Zgodba o Mačku Muriju je leta 1992 dobila nadaljevanje v knjigi Mačji sejem.

## Vsebina pravljice
Maček Muri prihaja iz Mačjega mesta. Vsako jutro se Muri odpravi v krčmo Pri veseli kravi na lonček mleka in mačji kruh. Tam prebere časopise, nato pa se odpravi na sprehod v Mačje mesto. Nekega dne se je odločil, da bo kosil v gostilni Pri črnem mačku. Zraven je povabil še Muco Maco, ki je z veseljem sprejela povabilo. Maca je bila zelo lepa, zato se je zanjo zanimalo veliko mačkonov, njo pa je zanimal le Muri. Ker je bilo do kosila še dve uri časa, je Maček Muri odšel na sprehod po Glavni ulici. Šel je mimo mačje slaščičarne, čevljarske delavnice, draguljarne, knjigarne, brivnice in mačje šole, kjer so učenci peli mačjo poštevanko. Med potjo je videl tudi policaja, ki sta v zapor peljala Čombeja, ker je hotel oropati banko. Ko je prišla Muca Maca, sta se z Murijem odpravila k Črnemu mačku, ker sta na senčnem vrtu jedla okusno hrano, se pogovarjala in smejala.
Po kosilu je odšla Maca na obisk k prijateljici Mici, kjer sta klepetali in pazili na Micina otroka, Muri pa je s prijateljem Mavom odšel na mačji stadion na nogometno tekmo. Zmagali so domači mucki in Muri ter Mavo sta zmago proslavila z velikim kozarcem mleka. Ko je Muri prišel domov, je tako kot vsak dan po naročilu župana vse pomembne dogodke, ki so se zgodili v Mačjem mestu, zapisal v Mačjo knjigo.